# Орликово
Орліково (пол. Orlikowo) — село в Польщі, у гміні Єдвабне Ломжинського повіту Підляського воєводства.
Населення — 307 осіб (2011).
У 1975-1998 роках село належало до Ломжинського воєводства.

## Демографія
Демографічна структура станом на 31 березня 2011 року:
|          | Загалом | Допрацездатний вік | Працездатний вік | Постпрацездатний вік |
| -------- | ------- | ------------------ | ---------------- | -------------------- |
| Чоловіки | 156     | 29                 | 106              | 21                   |
| Жінки    | 151     | 26                 | 99               | 26                   |
| Разом    | 307     | 55                 | 205              | 47                   |